# Polanka Wielka
Polanka Wielka è un comune rurale polacco del distretto di Oświęcim, nel voivodato della Piccola Polonia.
Ricopre una superficie di 24,08 km² e nel 2004 contava 4 117 abitanti.